# Mothers Heaven
Mothers Heaven è il secondo album in studio del gruppo musicale scozzese Texas, pubblicato il 23 settembre 1991.

## Tracce
1. Mothers Heaven – 5:44
2. Why Believe in You – 4:08
3. Dream Hotel – 4:21
4. This Will All Be Mine – 2:56
5. Beliefs – 6:43
6. Alone with You – 4:42
7. In My Heart – 4:14
8. Waiting – 1:49
9. Wrapped in Clothes of Blue – 4:17
10. Return – 2:34
11. Walk the Dust – 6:05

## Formazione
- Ally McErlaine – chitarra
- Johnny McElhone – basso
- Sharleen Spiteri – voce, chitarra
- Eddie Campbell – tastiere
- Richard Hynd – batteria